# Qualificazioni al campionato europeo femminile di calcio 2022 - Play-off
I play-off delle qualificazioni al campionato europeo femminile di calcio 2022 si disputano tra sei squadre, le sei peggiori seconde classificate nei rispettivi gironi del turno di qualificazione. I play-off si giocano col formato di partite di andata e ritorno. I play-off si sarebbero dovuti disputare il 19 e il 27 ottobre 2020, ma, a causa della pandemia di COVID-19 molte delle partite della fase principale di qualificazione previste tra marzo e aprile 2020 sono state rinviate, determinando una riprogrammazione delle partite nei mesi autunnali e invernali, considerando anche il rinvio di un anno della fase finale del torneo. Di conseguenza, i play-off sono stati spostati al 9 e 13 aprile 2021.
Le sei nazionali ammesse ai play-off sono la Svizzera, il Portogallo, la Russia, la Rep. Ceca, l'Ucraina e l'Irlanda del Nord.

## Risultati
Il sorteggio per l'accoppiamento delle partite valide per i play-off è stato fatto il 5 marzo 2021.
| Squadra 1  | Totale          | Squadra 2        | Andata | Ritorno     |
| ---------- | --------------- | ---------------- | ------ | ----------- |
| Ucraina    | 1 - 4           | Irlanda del Nord | 1 - 2  | 0 - 2       |
| Portogallo | 0 - 1           | Russia           | 0 - 1  | 0 - 0       |
| Rep. Ceca  | 2 - 2 (2-3 dtr) | Svizzera         | 1 - 1  | 1 - 1 (dts) |

### Andata
| Arbitro: | Cheryl Foster |

|                     |           |                         |
| Svitková 49’ (rig.) | Marcatori | 90’ (rig.) Crnogorčević |

| Arbitro: | Riem Hussein |

|                 |           |                       |
| Apanaščenko 22’ | Marcatori | 5’ Furness 57’ Magill |

| Arbitro: | Esther Staubli |

|  |           |               |
|  | Marcatori | 51’ Korovkina |

### Ritorno
| Mosca 13 aprile 2021, ore 16:00 CEST | Russia             | 0 – 0 referto | Portogallo | Sapsan Arena\| Arbitro: \| Stéphanie Frappart \| |
| Arbitro:                             | Stéphanie Frappart |               |            |                                                  |

| Arbitro: | Kateryna Monzul' |

|                                    |                      |                                                           |
| Sow 59’                            | Marcatori            | 51’ Svitková                                              |
| Gut Sow Lehmann Wälti Crnogorčević | Tiri di rigore 3 – 2 | Bartoňová Krejčiříková Bertholdová L. Martínková Svitková |

| Arbitro: | Jana Adámková |

|                              |           |  |
| Callaghan 55’ Caldwell 90+6’ | Marcatori |  |

## Statistiche

### Classifica marcatrici
2 reti
- Kateřina Svitková (1 rig.)

1 rete
- Marissa Callaghan
- Nadene Caldwell
- Rachel Furness

- Simone Magill
- Nelli Korovkina
- Ana-Maria Crnogorčević (1 rig.)

- Coumba Sow
- Daryna Apanaščenko